# Thomas Dermine

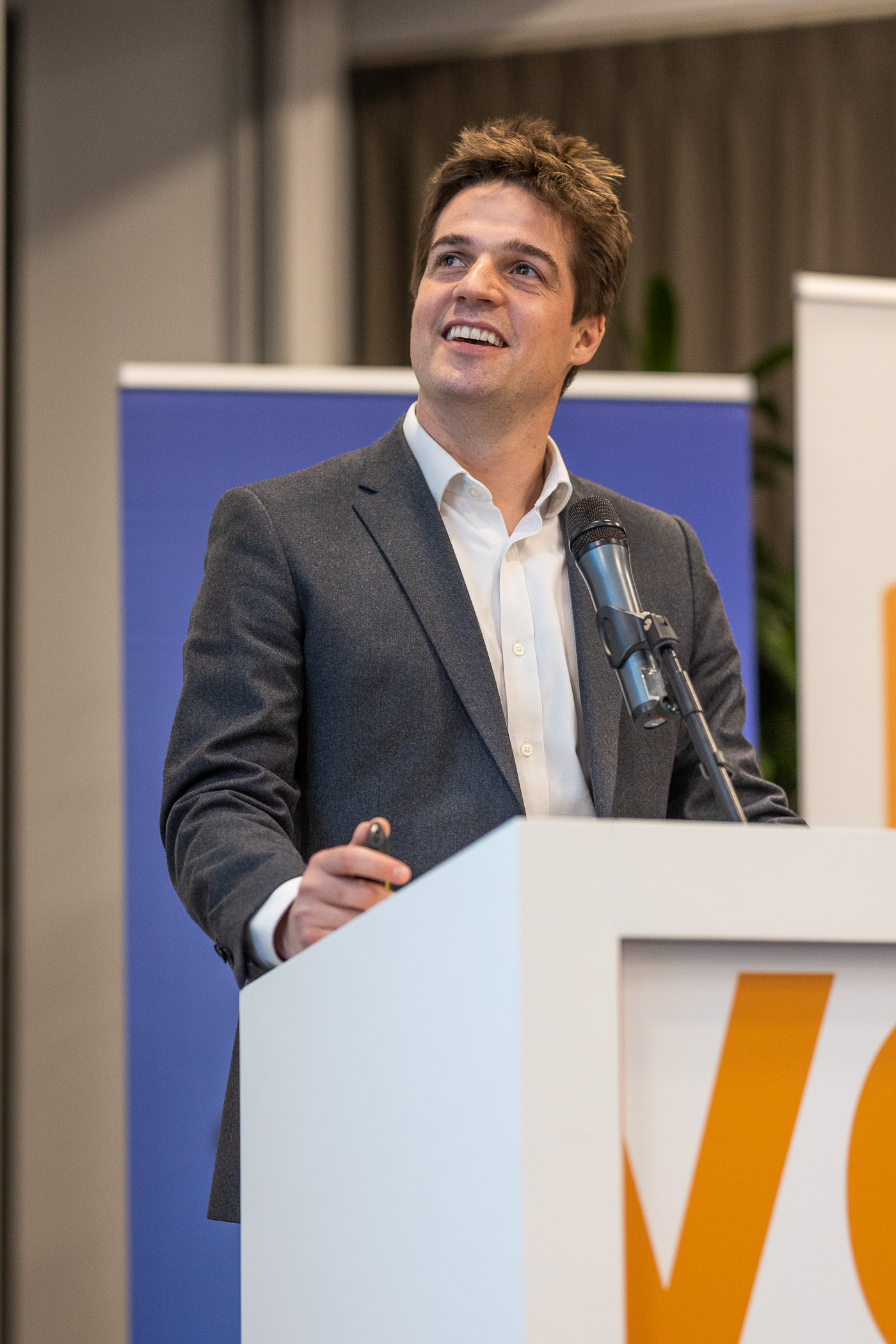
Thomas Dermine 2022

Thomas Dermine (* 1. Mai 1986 in Charleroi) ist ein belgischer Politiker der Parti Socialiste (PS). Er ist seit dem 2. Dezember 2024 Oberbürgermeister von Charleroi.

## Leben
Dermine wuchs in Charleroi auf. Einen Teil seiner Schulzeit verbrachte er an einer Schule in Dendermonde. Er studierte Wirtschaftsingenieurwesen an der Solvay Brussels School in Brüssel, ergänzt durch einen Master in Politikwissenschaft an der Université Libre de Bruxelles und einen Master in Public Policy an der Harvard University in Boston.
Von 2009 bis 2016 arbeitete Dermine als Berater in verschiedenen Ländern. Nachdem er mehrere Jahre im Ausland gearbeitet hatte, kehrte er Anfang 2017 nach Charleroi zurück. 

## Politik
In der Regierung De Croo wurde Dermine am 1. Oktober 2020 zum Staatssekretär für Konjunkturerholung und strategische Investitionen unter Wirtschaftsminister Pierre-Yves Dermagne ernannt.
Bei der Wahl zum Wallonischen Parlament vom 9. Juni 2024 war er Spitzenkandidat der PS im Wahlkreis Charleroi-Thuin. Er wurde als wallonischer Abgeordneter und Mitglied des Parlaments der Französischen Gemeinschaft gewählt. Da diese Mandate jedoch mit seiner Position als Staatssekretär nicht vereinbar waren, ließ er sich dort vorübergehend ablösen.
Zur Kommunalwahl 2024 hatte der amtierende Bürgermeister und PS-Vorsitzende Paul Magnette Dermine als Bürgermeisterkandidat vorgeschlagen. Dermine wurde Anfang Dezember 2024 zum Bürgermeister von Charleroi gewählt. In der Folge trat er als Staatssekretär zurück.
Seit Februar 2022 ist Dermine Vorsitzender des PS-Verbandes im Bezirk Charleroi. 